# Acalypha
Genre
Acalypha est un genre de plantes à fleurs de la famille des Euphorbiaceae.
Ce sont des plantes herbacées, des buissons ou de petits arbres. Les espèces se retrouvent principalement dans les régions tropicales et subtropicales, avec environ 60% des espèces originaire d'Amérique et environ 30% en Afrique.

## Liste des espèces
Selon ITIS (21 janvier 2018) :
- Acalypha alopecuroidea Jacq.
- Acalypha amentacea Roxb.
- Acalypha arvensis Poepp.
- Acalypha australis L.
- Acalypha berteroana Müll. Arg.

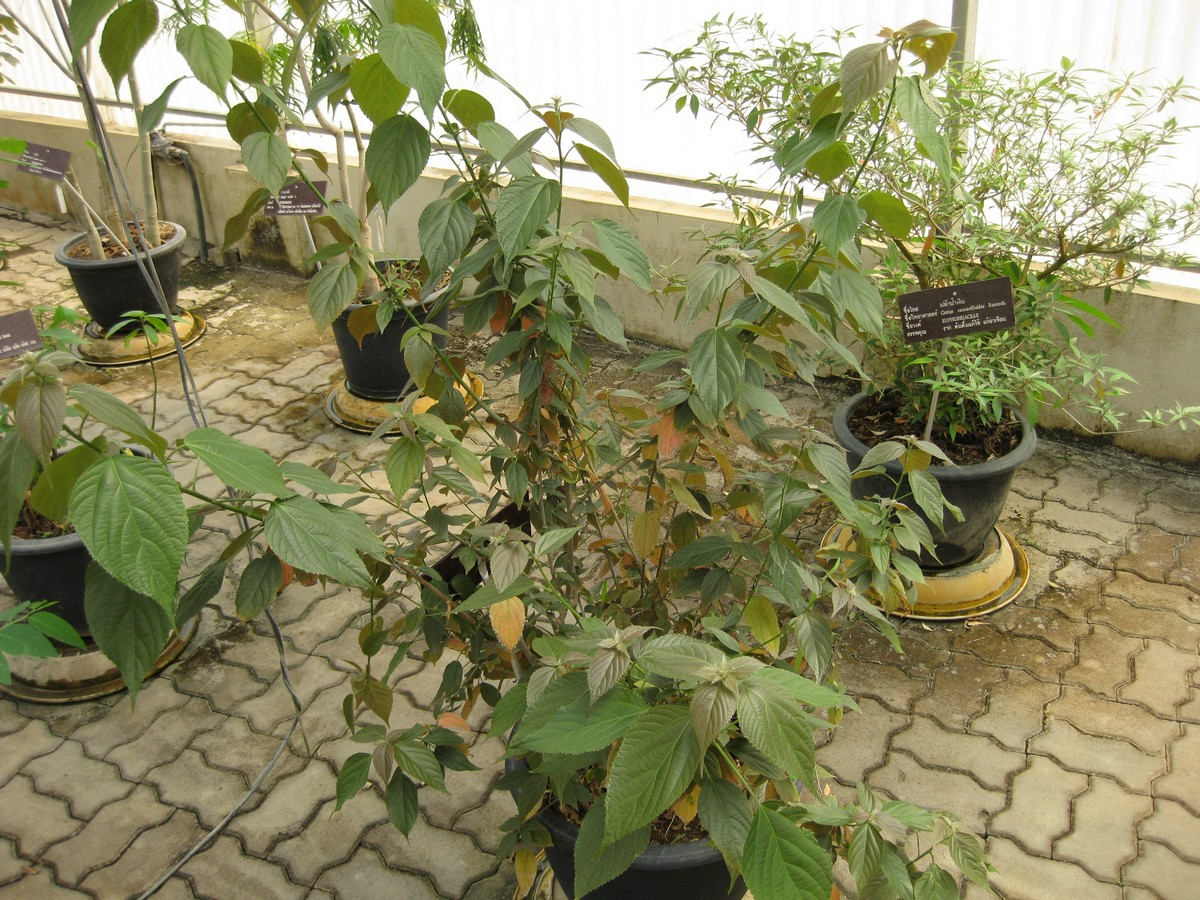
Acalypha kerrii (au premier plan) cultivé en pot, au Jardin botanique de la reine Sirikit, en Thaïlande.

- Acalypha bisetosa Bertero ex Spreng.
- Acalypha californica Benth.
- Acalypha caturus Blume
- Acalypha chamaedrifolia (Lam.) Müll. Arg.
- Acalypha deamii (Weath.) H.E. Ahles
- Acalypha gibsonii (J. Graham) M.R. Almeida
- Acalypha glechomaefolia A. Rich.
- Acalypha gracilens A. Gray
- Acalypha havanensis Müll. Arg.
- Acalypha hispida Burm. f.
- Acalypha indica L.
- Acalypha lanceolata Willd.
- Acalypha leptomyura Baill.
- Acalypha mexicana Müll. Arg.
- Acalypha mogotensis Urb.
- Acalypha monococca (Engelm. ex A. Gray) Lill. W. Mill. & Gandhi
- Acalypha monostachya Cav.
- Acalypha neomexicana Müll. Arg.
- Acalypha ostryifolia Riddell
- Acalypha phleoides Cav.
- Acalypha poiretii Spreng.
- Acalypha portoricensis Müll. Arg.
- Acalypha radians Torr.
- Acalypha reptans Sw.
- Acalypha rhomboidea Raf.
- Acalypha setosa A. Rich.
- Acalypha virginica L.
- Acalypha wilkesiana Müll. Arg.

Selon World Checklist of Selected Plant Families (WCSP) (28 décembre 2013) :
- Acalypha abingdonii Seberg (1984)
- Acalypha acapulcensis Fernald (1897)
- Acalypha accedens Müll.Arg. (1865)
- Acalypha acrogyna Pax (1909)
- Acalypha acuminata Benth. (1854)
- Acalypha adenostachya Müll.Arg. (1865)
- Acalypha alchorneoides Rusby (1912)
- Acalypha aliena Brandegee (1891)
- Acalypha allenii Hutch. (1911)
- Acalypha alopecuroides Jacq. (1790)
- Acalypha ambigua Pax (1894)
- Acalypha amblyodonta (Müll.Arg.) Müll.Arg. (1874)
- Acalypha amentacea Roxb., Fl. Ind. ed. 1832 (1832)
- Acalypha amplexicaulis A.C.Sm. (1952)
- Acalypha ampliata Pax & K.Hoffm. (1924)
- Acalypha anadenia Standl., Publ. Field Mus. Nat. Hist. (1940)
- Acalypha andringitrensis Leandri (1942)
- Acalypha anemioides Kunth (1817)
- Acalypha angatensis Blanco (1837)
- Acalypha angustata Sond. (1850)
- Acalypha angustifolia Sw. (1788)
- Acalypha angustissima Pax (1894)
- Acalypha annobonae Pax & K.Hoffm. (1924)
- Acalypha apetiolata Allem & J.L.Wächt. (1977)
- Acalypha apodanthes Standl. & L.O.Williams (1951)
- Acalypha arciana (Baill.) Müll.Arg. (1874)
- Acalypha argentii Sagun & G.A.Levin (2007)
- Acalypha argomuelleri Briq. (1900)
- Acalypha aristata Kunth (1817)
- Acalypha aronioides Pax & K.Hoffm. (1924)
- Acalypha aspericocca Pax & K.Hoffm. (1924)
- Acalypha australis L. (1753)
- Acalypha bakeriana Baill. (1895)
- Acalypha balansae Guillaumin (1929)
- Acalypha balgooyi Sagun & G.A.Levin (2007)
- Acalypha baronii Baker, J. Linn. Soc. (1883)
- Acalypha beckii Cardiel (2006)
- Acalypha benensis Britton (1901)
- Acalypha benguelensis Müll.Arg. (1864)
- Acalypha berteroana Müll.Arg. (1865)
- Acalypha bipartita Müll.Arg. (1864)
- Acalypha bisetosa Bertol. ex Spreng. (1826)
- Acalypha boinensis Leandri (1942)
- Acalypha boiviniana Baill. (1861)
- Acalypha boliviensis Müll.Arg. (1865)
- Acalypha bopiana Rusby (1927)
- Acalypha botteriana Müll.Arg. (1865)
- Acalypha brachiata Krauss (1845)
- Acalypha brachyclada Müll.Arg. (1866)
- Acalypha brachystachya Hornem., Enum. Pl. Hort. Hafn. (1807)
- Acalypha brasiliensis Müll.Arg. (1865)
- Acalypha brevibracteata Müll.Arg. (1866)
- Acalypha brevicaulis Müll.Arg. (1865)
- Acalypha brittonii Rusby (1901)
- Acalypha buchtienii Pax (1908)
- Acalypha buddleifolia Pax & K.Hoffm. (1924)
- Acalypha bullata Müll.Arg. (1865)
- Acalypha burquezii V.W.Steinm. & Felger (1997)
- Acalypha bussei Hutch. (1913)
- Acalypha caeciliae Pax & K.Hoffm. (1924)
- Acalypha californica Benth. (1844)
- Acalypha capensis (L.f.) Prain (1913)
- Acalypha caperonioides Baill. (1863)
- Acalypha capillipes Müll.Arg. (1865)
- Acalypha capitata Willd. (1805)
- Acalypha cardiophylla Merr. (1906)
- Acalypha carrascoana Cardiel (1994 publ. 1995)
- Acalypha carthagenensis Jacq. (1760)
- Acalypha castroviejoi Cardiel (1994)
- Acalypha caturus Blume (1826)
- Acalypha ceraceopunctata Pax (1910)
- Acalypha chamaedrifolia (Lam.) Müll.Arg. (1866)
- Acalypha chiapensis Brandegee (1924)
- Acalypha chibomboa Baill. (1861)
- Acalypha chirindica S.Moore, J. Linn. Soc. (1911)
- Acalypha chlorocardia Standl., Publ. Field Mus. Nat. Hist. (1930)
- Acalypha chocoana Cardiel (1994)
- Acalypha chordantha F.Seym. (1979)
- Acalypha chorisandra Baill. (1865)
- Acalypha chuniana H.G.Ye, Y.S.Ye, X.S.Qin & F.W.Xing (2006)
- Acalypha ciliata Forssk. (1775)
- Acalypha cincta Müll.Arg. (1865)
- Acalypha cinerea Pax & K.Hoffm. (1924)
- Acalypha claoxyloides Hutch. (1918)
- Acalypha claussenii (Turcz.) Müll.Arg. (1865)
- Acalypha clutioides Radcl.-Sm. (1873)
- Acalypha codonocalyx Baill. (1861)
- Acalypha coleispica Pax & K.Hoffm. (1924)
- Acalypha colombiana Cardiel (1995)
- Acalypha communis Müll.Arg. (1865)
- Acalypha comonduana Millsp. (1889)
- Acalypha comorensis Pax (1894)
- Acalypha confertiflora Pax & K.Hoffm. (1924)
- Acalypha conspicua Müll.Arg. (1866)
- Acalypha contermina Müll.Arg. (1865)
- Acalypha controversa (Kuntze) K.Schum. (1898)
- Acalypha costaricensis (Kuntze) Knobl. ex Pax & K.Hoffm. (1924)
- Acalypha crenata Hochst. ex A.Rich. (1850)
- Acalypha × cristata Radcl.-Sm. (1989)
- Acalypha crockeri Fosberg (1940)
- Acalypha cubensis Urb. (1930)
- Acalypha cuneata Poepp. (1841)
- Acalypha cuprea Herzog (1909)
- Acalypha cupricola Robyns ex G.A.Levin (2007)
- Acalypha cuspidata Jacq. (1797)
- Acalypha dalzellii Hook.f. (1887)
- Acalypha decaryana Leandri (1942)
- Acalypha delgadoana McVaugh (1995)
- Acalypha delicata Cardiel (2006)
- Acalypha delpyana Gagnep. (1923 publ. 1924)
- Acalypha deltoidea Robyns & Lawalrée (1947)
- Acalypha depauperata Müll.Arg. (1865)
- Acalypha depressinervia (Kuntze) K.Schum. (1901)
- Acalypha dewevrei Pax (1899)
- Acalypha dictyoneura Müll.Arg. (1865)
- Acalypha dictyoneura f. dictyoneura
- Acalypha dictyoneura f. reducta Müll.Arg. (1865)
- Acalypha digynostachya Baill. (1865)
- Acalypha dikuluwensis P.A.Duvign. & Dewit (1963)
- Acalypha diminuata Baill. (1891)
- Acalypha dimorpha Müll.Arg. (1874)
- Acalypha dioica S.Watson (1890)
- Acalypha distans Müll.Arg. (1866)
- Acalypha divaricata Müll.Arg. (1865)
- Acalypha diversifolia Jacq. (1797)
- Acalypha douilleana Rusby (1927)
- Acalypha dregei Gand. (1913)
- Acalypha dumetorum Müll.Arg. (1864)
- Acalypha echinus Pax & K.Hoffm. (1924)
- Acalypha ecklonii Baill. (1863)
- Acalypha elizabethiae R.A.Howard (1986)
- Acalypha elliptica Sw. (1788)
- Acalypha elskensii De Wild. (1926)
- Acalypha emirnensis Baill. (1861)
- Acalypha engleri Pax (1904)
- Acalypha erecta Paul G.Wilson (1958)
- Acalypha eremorum Müll.Arg. (1864)
- Acalypha eriophylla Hutch. (1911)
- Acalypha eriophylloides S.Moore (1919)
- Acalypha erosa Rusby (1901)
- Acalypha erubescens B.L.Rob. & Greenm. (1894)
- Acalypha eugeniifolia Rusby (1907)
- Acalypha euphrasiostachys Bartlett (1907)
- Acalypha fasciculata Müll.Arg. (1865)
- Acalypha ferdinandii K.Hoffm. (1924)
- Acalypha filiformis Poir. (1804)
- Acalypha filipes (S.Watson) McVaugh (1961)
- Acalypha fimbriata Schumach. & Thonn. (1827)
- Acalypha firmula Müll.Arg. (1865)
- Acalypha fissa (Müll.Arg.) Hutch. (1913)
- Acalypha flaccida Hook.f. (1847)
- Acalypha flavescens S.Watson (1891)
- Acalypha floresensis Sagun & G.A.Levin (2007)
- Acalypha forbesii S.Moore (1914)
- Acalypha forsteriana Müll.Arg. (1866)
- Acalypha fournieri Müll.Arg. (1865)
- Acalypha fragilis Pax & K.Hoffm. (1937)
- Acalypha fredericii Müll.Arg. (1866)
- Acalypha friesii Pax & K.Hoffm. (1924)
- Acalypha fruticosa Forssk. (1775)
- Acalypha fulva I.M.Johnst. (1925)
- Acalypha fuscescens Müll.Arg. (1866)
- Acalypha gaumeri Pax & K.Hoffm. (1924)
- Acalypha gentlei Atha (2008)
- Acalypha gibsonii (J.Graham) M.R.Almeida (2003)
- Acalypha gigantesca McVaugh (1995)
- Acalypha gillmanii Radcl.-Sm. (1975 publ. 1976)
- Acalypha glabrata Thunb. (1800)
- Acalypha glabrata f. glabrata
- Acalypha glabrata f. pilosior (Kuntze) Prain & Hutch. (1913)
- Acalypha glandulifolia Buchinger & Meisn. ex C.Krauss (1845)
- Acalypha glandulosa Cav. (1800)
- Acalypha glechomifolia A.Rich. (1850)
- Acalypha gossweileri S.Moore (1919)
- Acalypha gracilens A.Gray (1848)
- Acalypha gracilis Spreng. (1827)
- Acalypha grandibracteata Merr., Philipp. J. Sci. (1910)
- Acalypha grandis Benth. (1843)
- Acalypha grandispicata Rusby (1901)
- Acalypha grisea Pax & K.Hoffm. (1924)
- Acalypha grisebachiana (Kuntze) Pax & K.Hoffm. (1924)
- Acalypha grueningiana Pax & K.Hoffm. (1924)
- Acalypha guatemalensis Pax & K.Hoffm. (1924)
- Acalypha guineensis J.K.Morton & G.A.Levin (2007)
- Acalypha gummifera Lundell (1940)
- Acalypha hainanensis Merr. & Chun (1940)
- Acalypha haploclada Pax & K.Hoffm. (1924)
- Acalypha hassleriana Chodat (1905)
- Acalypha havanensis Müll.Arg. (1865)
- Acalypha helenae Buscal. & Muschl. (1913)
- Acalypha hellwigii Warb. (1894)
- Acalypha herzogiana Pax & K.Hoffm. (1921)
- Acalypha heteromorpha Rusby (1927)
- Acalypha hibiscifolia Britton (1895)
- Acalypha hildebrandtii Baill. (1892)
- Acalypha hispida Burm.f. (1768)
- Acalypha hochstetteriana Müll.Arg. (1865)
- Acalypha hologyna Baker, J. Linn. Soc. (1885)
- Acalypha homblei De Wild. (1914)
- Acalypha huillensis Pax & K.Hoffm. (1924)
- Acalypha humbertii Leandri (1942)
- Acalypha humboltiana Baill. (1891)
- Acalypha hutchinsonii Britton (1920)
- Acalypha hypogaea S.Watson (1887)
- Acalypha inaequalis Rusby (1901)
- Acalypha inaequilatera Cardiel (1994)
- Acalypha indica L. (1753)
- Acalypha infesta Poepp. (1841)
- Acalypha insulana Müll.Arg. (1864)
- Acalypha integrifolia Willd. (1805)
- Acalypha intermedia De Wild. (1926)
- Acalypha jerzedowskii Calderón (1978)
- Acalypha jubifera Rusby (1920)
- Acalypha juliflora Pax (1894)
- Acalypha juruana Ule (1908 publ. 1909)
- Acalypha karwinskii Müll.Arg. (1872)
- Acalypha katharinae Pax (1924)
- Acalypha kerrii Craib (1911)
- Acalypha klotzschii Baill. (1865)
- Acalypha × koraensis Radcl.-Sm. (1986)
- Acalypha laevigata Sw. (1788)
- Acalypha lagascana Müll.Arg. (1872)
- Acalypha lagoensis Müll.Arg. (1874)
- Acalypha lagopus McVaugh (1995)
- Acalypha lanceolata Willd. (1805)
- Acalypha lancetillae Standl., Publ. Field Mus. Nat. Hist. (1929)
- Acalypha langiana Müll.Arg. (1865)
- Acalypha laxiflora Müll.Arg. (1865)
- Acalypha lechleri Rusby (1901)
- Acalypha leicesterfieldiensis Radcl.-Sm. & Govaerts (1997)
- Acalypha leonii Baill. (1895)
- Acalypha lepidopagensis Leandri (1942)
- Acalypha lepinei Müll.Arg. (1865)
- Acalypha leptoclada Benth. (1846)
- Acalypha leptomyura Baill. (1892)
- Acalypha leptopoda Müll.Arg. (1865)
- Acalypha leptorhachis Müll.Arg. (1865)
- Acalypha liebmanniana Müll.Arg. (1865)
- Acalypha lignosa Brandegee (1915)
- Acalypha lindeniana Müll.Arg. (1866)
- Acalypha linearifolia Leandri (1942)
- Acalypha longipes S.Watson (1891)
- Acalypha longipetiolata Cardiel (1999)
- Acalypha longispica Warb. (1894)
- Acalypha longispicata Müll.Arg. (1865)
- Acalypha longistipularis Müll.Arg. (1865)
- Acalypha lovelandii (McVaugh) McVaugh (1995)
- Acalypha lucida Rusby (1907)
- Acalypha lyallii Baker, J. Linn. Soc. (1883)
- Acalypha lycioides Pax & K.Hoffm. (1921)
- Acalypha lyonsii P.I.Forst. (1994)
- Acalypha macrodonta Müll.Arg. (1865)
- Acalypha macrostachya Jacq. (1797)
- Acalypha macrostachyoides Müll.Arg. (1866)
- Acalypha macularis Pax & K.Hoffm. (1924)
- Acalypha madagascariensis Pax & K.Hoffm. (1924)
- Acalypha madreporica Baill. (1891)
- Acalypha maestrensis Urb. (1930)
- Acalypha mairei (H.Lév.) C.K.Schneid. (1916)
- Acalypha mairei f. mairei
- Acalypha mairei f. schneideriana (Pax & K.Hoffm.) W.T.Wang (1993)
- Acalypha malabarica Müll.Arg. (1865)
- Acalypha × malawiensis Radcl.-Sm. (1989)
- Acalypha mandonii Müll.Arg. (1865)
- Acalypha manniana Müll.Arg. (1864)
- Acalypha mapirensis Pax (1909)
- Acalypha marissima M.G.Gilbert (1987)
- Acalypha martiana Müll.Arg. (1874)
- Acalypha matsudae Hayata (1920)
- Acalypha medibracteata Radcl.-Sm. & Govaerts (1997)
- Acalypha meiodonta Baill. (1893)
- Acalypha melochiifolia Müll.Arg. (1866)
- Acalypha membranacea A.Rich. (1850)
- Acalypha mentiens Gand. (1913)
- Acalypha mexicana Müll.Arg. (1865)
- Acalypha michoacanensis Sessé & Moc., Fl. Mexic. (1894)
- Acalypha microcephala Müll.Arg. (1865)
- Acalypha microphylla Klotzsch (1856)
- Acalypha mogotensis Urb. (1930)
- Acalypha mollis Kunth (1817)
- Acalypha monococca (Engelm. ex A.Gray) Lill.W.Mill. & Gandhi (1988)
- Acalypha monostachya Cav. (1800)
- Acalypha mortoniana Lundell (1937)
- Acalypha muelleriana Urb. (1899)
- Acalypha multicaulis Müll.Arg. (1865)
- Acalypha multifida N.E.Br. (1921)
- Acalypha multiflora (Standl.) Radcl.-Sm. (1976)
- Acalypha multispicata S.Watson (1891)
- Acalypha mutisii Cardiel (1990)
- Acalypha nana (Müll.Arg.) Griseb. ex Hutch. (1913)
- Acalypha nemorum F.Muell. ex Müll.Arg. (1865)
- Acalypha neomexicana Müll.Arg. (1865)
- Acalypha neptunica Müll.Arg. (1882)
- Acalypha nervulosa Airy Shaw (1966)
- Acalypha noronhae Ridl., J. Linn. Soc. (1890)
- Acalypha novoguineensis Warb. (1891)
- Acalypha nubicola McVaugh (1961)
- Acalypha nyasica Hutch. (1912)
- Acalypha oblancifolia Lundell (1976)
- Acalypha obscura Müll.Arg. (1865)
- Acalypha ocymoides Kunth (1817)
- Acalypha oligantha Müll.Arg. (1865)
- Acalypha oligodonta Müll.Arg. (1866)
- Acalypha omissa Pax & K.Hoffm. (1924)
- Acalypha oreopola Greenm. (1903)
- Acalypha ornata Hochst. ex A.Rich. (1850)
- Acalypha oxyodonta (Müll.Arg.) Müll.Arg. (1874)
- Acalypha padifolia Kunth (1817)
- Acalypha pallescens Urb. (1930)
- Acalypha palmeri Pax & K.Hoffm. (1924)
- Acalypha pancheriana Baill. (1862)
- Acalypha paniculata Miq. (1859)
- Acalypha papillosa Rose (1895)
- Acalypha parvula Hook.f. (1847)
- Acalypha patens Müll.Arg. (1866)
- Acalypha paucifolia Baker & Hutch. (1911)
- Acalypha paupercula Pax & K.Hoffm. (1921)
- Acalypha peckoltii Müll.Arg. (1874)
- Acalypha peduncularis Meisn. ex C.Krauss (1845)
- Acalypha pendula C.Wright ex Griseb. (1865)
- Acalypha perrieri Leandri (1942)
- Acalypha persimilis Müll.Arg. (1865)
- Acalypha peruviana Müll.Arg. (1865)
- Acalypha phleoides Cav. (1801)
- Acalypha phyllonomifolia Airy Shaw (1966)
- Acalypha pilosa Cav. (1800)
- Acalypha pippenii McVaugh (1961)
- Acalypha platyphylla Müll.Arg. (1865)
- Acalypha pleiogyne Airy Shaw (1977)
- Acalypha plicata Müll.Arg. (1866)
- Acalypha pohliana Müll.Arg. (1874)
- Acalypha poiretii Spreng. (1826)
- Acalypha polymorpha Müll.Arg. (1864)
- Acalypha polystachya Jacq. (1797)
- Acalypha portoricensis Müll.Arg. (1865)
- Acalypha pruinosa Urb. (1908)
- Acalypha pruriens Nees & Mart. (1823)
- Acalypha pseudalopecuroides Pax & K.Hoffm. (1924)
- Acalypha pseudovagans Pax & K.Hoffm. (1924)
- Acalypha psilostachya Hochst. ex A.Rich. (1850)
- Acalypha pubiflora (Klotzsch) Baill. (1861)
- Acalypha pulchrespicata Däniker (1932)
- Acalypha pulogensis Sagun & G.A.Levin (2007)
- Acalypha punctata Meisn. ex C.Krauss (1845)
- Acalypha purpurascens Kunth (1817)
- Acalypha purpusii Brandegee (1914)
- Acalypha pycnantha Urb. (1926)
- Acalypha pygmaea A.Rich. (1850)
- Acalypha radians Torr. (1858)
- Acalypha radicans Müll.Arg. (1865)
- Acalypha radinostachya Donn.Sm. (1912)
- Acalypha radula Baill. (1891)
- Acalypha rafaelensis Standl. (1923)
- Acalypha raivavensis F.Br. (1935)
- Acalypha rapensis F.Br. (1935)
- Acalypha reflexa Müll.Arg. (1865)
- Acalypha repanda Müll.Arg. (1864)
- Acalypha retifera Standl. & L.O.Williams (1953)
- Acalypha rheedei (J.Graham) M.R.Almeida (2003)
- Acalypha rhombifolia Schltdl. (1832)
- Acalypha richardiana Baill. (1861)
- Acalypha riedeliana Baill. (1865)
- Acalypha rivularis Seem. (1861)
- Acalypha rottleroides Baill. (1861)
- Acalypha rubroserrata Pax & K.Hoffm. (1924)
- Acalypha ruderalis Mart. ex Britton (1893)
- Acalypha ruiziana Müll.Arg. (1865)
- Acalypha rupestris Urb. (1930)
- Acalypha rusbyi Dorr (1991)
- Acalypha sabulicola Brandegee (1915)
- Acalypha salicifolia Müll.Arg. (1864)
- Acalypha salicina Hutch. ex Cardiel (2002 publ. 2003)
- Acalypha salvadorensis Standl. (1924)
- Acalypha salviifolia Baill. (1858)
- Acalypha saxicola Wiggins (1940)
- Acalypha scabrosa Sw. (1788)
- Acalypha scandens Benth. (1854)
- Acalypha schiedeana Schltdl. (1832)
- Acalypha schlechtendaliana Müll.Arg. (1865)
- Acalypha schlechteri Gand. (1913)
- Acalypha schlumbergeri Müll.Arg. (1866)
- Acalypha schreiteri Lillo ex Lourteig & O'Donell (1942)
- Acalypha schultesii Cardiel (1994 publ. 1995)
- Acalypha segetalis Müll.Arg. (1864)
- Acalypha sehnemii Allem & Irgang (1976)
- Acalypha seleriana Greenm., Publ. Field Columb. Mus. (1907)
- Acalypha seminuda Müll.Arg. (1874)
- Acalypha senilis Baill. (1865)
- Acalypha septemloba Müll.Arg. (1872)
- Acalypha sericea Andersson (1855)
- Acalypha sessilifolia S.Watson (1887)
- Acalypha setosa A.Rich. (1850)
- Acalypha siamensis Oliv. ex Gage (1922)
- Acalypha simplicistyla Cardiel (2002 publ. 2003)
- Acalypha skutchii I.M.Johnst. (1938)
- Acalypha sonderi Gand. (1913)
- Acalypha sonderiana Müll.Arg. (1865)
- Acalypha soratensis Pax & K.Hoffm. (1924)
- Acalypha spachiana Baill. (1861)
- Acalypha spectabilis Airy Shaw (1978)
- Acalypha squarrosa Pax (1894)
- Acalypha stachyura Pax (1909)
- Acalypha stellata Cardiel (2000)
- Acalypha stenoloba Müll.Arg. (1872)
- Acalypha stenophylla K.Schum. (1887)
- Acalypha stricta Poepp. (1841)
- Acalypha subbullata Pax & K.Hoffm. (1924)
- Acalypha subcastrata Aresch. (1910)
- Acalypha subintegra Airy Shaw (1978)
- Acalypha subsana Mart. ex Colla (1836)
- Acalypha subscandens Rusby (1920)
- Acalypha subterranea Paul G.Wilson (1962)
- Acalypha subtomentosa Lag. (1816)
- Acalypha subviscida S.Watson (1886)
- Acalypha swallowensis Fosberg (1940)
- Acalypha synoica Pax & K.Hoffm. (1924)
- Acalypha tacanensis Lundell (1940)
- Acalypha tamaulipasensis Lundell (1976)
- Acalypha tenuicauda Pax & K.Hoffm. (1924)
- Acalypha tenuifolia Müll.Arg. (1866)
- Acalypha tenuiramea Müll.Arg. (1866)
- Acalypha tomentosa Sw. (1788)
- Acalypha trachyloba Müll.Arg. (1872)
- Acalypha transvaalensis Gand. (1913)
- Acalypha tricholoba Müll.Arg. (1865)
- Acalypha trilaciniata Paul G.Wilson (1958)
- Acalypha triloba Müll.Arg. (1865)
- Acalypha uleana L.B.Sm. & Downs (1971)
- Acalypha umbrosa Brandegee (1899)
- Acalypha urostachya Baill. (1865)
- Acalypha vagans Cav. (1800)
- Acalypha vallartae McVaugh (1995)
- Acalypha variegata Rusby (1927)
- Acalypha vellamea Baill. (1865)
- Acalypha velutina Hook.f. (1847)
- Acalypha venezuelica Cardiel (1999)
- Acalypha verbenacea Standl. (1927)
- Acalypha vermifera Rusby (1927)
- Acalypha veronicoides Pax & K.Hoffm. (1924)
- Acalypha villosa Jacq. (1763)
- Acalypha vincentina Urb. (1930)
- Acalypha virgata L., Syst. Nat. ed. 10 (1759)
- Acalypha virginica L. (1753)
- Acalypha volkensii Pax (1895)
- Acalypha vulneraria Baill. (1895)
- Acalypha websteri Cardiel (2000)
- Acalypha weddelliana Baill. (1865)
- Acalypha welwitschiana Müll.Arg. (1864)
- Acalypha wigginsii G.L.Webster (1970)
- Acalypha wilderi Merr. (1931)
- Acalypha wilkesiana Müll.Arg. (1866)
- Acalypha williamsii Rusby (1912)
- Acalypha wilmsii Pax ex Prain & Hutch. (1913)
- Acalypha wui H.S.Kiu (1995)
- Acalypha zeyheri Baill. (1863)
- Acalypha zollingeri Müll.Arg. (1865)

Selon NCBI (28 décembre 2013) :
- Acalypha alopecuroidea
- Acalypha australis
- Acalypha californica
- Acalypha chirindica
- Acalypha ciliata
- Acalypha diversifolia
- Acalypha glabrata
  - variété Acalypha glabrata var. pilosa
- Acalypha herzogiana
- Acalypha hispida
- Acalypha indica
- Acalypha insulana
- Acalypha macrostachya
- Acalypha mortoniana
- Acalypha platyphylla
- Acalypha rhomboidea
- Acalypha schiedeana
- Acalypha wilkesiana

Selon The Plant List (28 décembre 2013) :
- Acalypha abingdonii Seberg
- Acalypha acapulcensis Fernald
- Acalypha accedens Müll.Arg.
- Acalypha acrogyna Pax
- Acalypha acuminata Benth.
- Acalypha adenostachya Müll.Arg.
- Acalypha alchorneoides Rusby
- Acalypha alexandri Urb.
- Acalypha aliena Brandegee
- Acalypha allenii Hutch.
- Acalypha alnifolia Poir.
- Acalypha alopecuroidea Jacq.
- Acalypha alopecuroides Jacq.
- Acalypha ambigua Pax
- Acalypha amblyodonta (Müll.Arg.) Müll.Arg.
- Acalypha amentacea Roxb.
- Acalypha amplexicaulis A.C.Sm.
- Acalypha ampliata Pax & K.Hoffm.
- Acalypha anadenia Standl.
- Acalypha andringitrensis Leandri
- Acalypha anemioides Kunth
- Acalypha angatensis Blanco
- Acalypha angustata Sond.
- Acalypha angustifolia Sw.
- Acalypha angustissima Pax
- Acalypha annobonae Pax & K.Hoffm.
- Acalypha apetiolata Allem & J.L.Wächt.
- Acalypha apodanthes Standl. & L.O.Williams
- Acalypha arciana (Baill.) Müll.Arg.
- Acalypha argentii Sagun & G.A.Levin
- Acalypha argomuelleri Briq.
- Acalypha aristata Kunth
- Acalypha aronioides Pax & K.Hoffm.
- Acalypha aspericocca Pax & K.Hoffm.
- Acalypha australis L.
- Acalypha bakeriana Baill.
- Acalypha balansae Guillaumin
- Acalypha balgooyi Sagun & G.A.Levin
- Acalypha baronii Baker
- Acalypha beckii Cardiel
- Acalypha benensis Britton
- Acalypha benguelensis Müll.Arg.
- Acalypha berteroana Müll.Arg.
- Acalypha bipartita Müll.Arg.
- Acalypha bisetosa Bertol. ex Spreng.
- Acalypha boinensis Leandri
- Acalypha boiviniana Baill.
- Acalypha boliviensis Müll.Arg.
- Acalypha bopiana Rusby
- Acalypha botteriana Müll.Arg.
- Acalypha brachiata Krauss
- Acalypha brachyclada Müll.Arg.
- Acalypha brachystachya Hornem.
- Acalypha brasiliensis Müll.Arg.
- Acalypha brevibracteata Müll.Arg.
- Acalypha brevicaulis Müll.Arg.
- Acalypha brittonii Rusby
- Acalypha buchtienii Pax
- Acalypha buddleifolia Pax & K.Hoffm.
- Acalypha bullata Müll.Arg.
- Acalypha burquezii V.W.Steinm. & Felger
- Acalypha bussei Hutch.
- Acalypha caeciliae Pax & K.Hoffm.
- Acalypha californica Benth.
- Acalypha capensis (L.f.) Prain
- Acalypha caperonioides Baill.
- Acalypha capillipes Müll.Arg.
- Acalypha capitata Willd.
- Acalypha cardiophylla Merr.
- Acalypha carrascoana Cardiel
- Acalypha carthagenensis Jacq.
- Acalypha castroviejoi Cardiel
- Acalypha caturus Blume
- Acalypha ceraceopunctata Pax
- Acalypha chamaedrifolia (Lam.) Müll.Arg.
- Acalypha chiapensis Brandegee
- Acalypha chibomboa Baill.
- Acalypha chirindica S.Moore
- Acalypha chlorocardia Standl.
- Acalypha chocoana Cardiel
- Acalypha chordantha F.Seym.
- Acalypha chorisandra Baill.
- Acalypha ciliata Forssk.
- Acalypha cincta Müll.Arg.
- Acalypha cinerea Pax & K.Hoffm.
- Acalypha claoxyloides Hutch.
- Acalypha claussenii (Turcz.) Müll.Arg.
- Acalypha clutioides Radcl.-Sm.
- Acalypha codonocalyx Baill.
- Acalypha coleispica Pax & K.Hoffm.
- Acalypha colombiana Cardiel
- Acalypha communis Müll.Arg.
- Acalypha comonduana Millsp.
- Acalypha comorensis Pax
- Acalypha confertiflora Pax & K.Hoffm.
- Acalypha conspicua Müll.Arg.
- Acalypha contermina Müll.Arg.
- Acalypha controversa (Kuntze) K.Schum.
- Acalypha costaricensis (Kuntze) Knobl.
- Acalypha crenata Hochst. ex A.Rich.
- Acalypha cristata Radcl.-Sm.
- Acalypha crockeri Fosberg
- Acalypha cubensis Urb.
- Acalypha cuneata Poepp.
- Acalypha cuprea Herzog
- Acalypha cupricola Robyns ex G.A.Levin
- Acalypha cuspidata Jacq.
- Acalypha dalzellii Hook.f.
- Acalypha decaryana Leandri
- Acalypha delgadoana McVaugh
- Acalypha delicata Cardiel
- Acalypha delpyana Gagnep.
- Acalypha deltoidea Robyns & Lawalrée
- Acalypha depauperata Müll.Arg.
- Acalypha depressinervia (Kuntze) K.Schum.
- Acalypha dewevrei Pax
- Acalypha dictyoneura Müll.Arg.
- Acalypha digynostachya Baill.
- Acalypha dikuluwensis P.A.Duvign. & Dewit
- Acalypha diminuata Baill.
- Acalypha dimorpha Müll.Arg.
- Acalypha dioica S.Watson
- Acalypha distans Müll.Arg.
- Acalypha divaricata Müll.Arg.
- Acalypha diversifolia Jacq.
- Acalypha douilleana Rusby
- Acalypha dregei Gand.
- Acalypha dumetorum Müll.Arg.
- Acalypha echinus Pax & K.Hoffm.
- Acalypha ecklonii Baill.
- Acalypha elizabethiae R.A.Howard
- Acalypha elliptica Sw.
- Acalypha elskensii De Wild.
- Acalypha emirnensis Baill.
- Acalypha engleri Pax
- Acalypha erecta Paul G.Wilson
- Acalypha eremorum Müll.Arg.
- Acalypha eriophylla Hutch.
- Acalypha eriophylloides S.Moore
- Acalypha erosa Rusby
- Acalypha erubescens B.L.Rob. & Greenm.
- Acalypha eugeniifolia Rusby
- Acalypha euphrasiostachys Bartlett
- Acalypha fasciculata Müll.Arg.
- Acalypha ferdinandii K.Hoffm.
- Acalypha filiformis Poir.
- Acalypha filipes (S.Watson) McVaugh
- Acalypha fimbriata Schumach. & Thonn.
- Acalypha firmula Müll.Arg.
- Acalypha fissa (Müll.Arg.) Hutch.
- Acalypha flaccida Hook.f.
- Acalypha flagellata Millsp.
- Acalypha flavescens S.Watson
- Acalypha floresensis Sagun & G.A.Levin
- Acalypha forbesii S.Moore
- Acalypha forsteriana Müll.Arg.
- Acalypha fournieri Müll.Arg.
- Acalypha fragilis Pax & K.Hoffm.
- Acalypha fredericii Müll.Arg.
- Acalypha friesii Pax & K.Hoffm.
- Acalypha fruticosa Forssk.
- Acalypha fulva I.M.Johnst.
- Acalypha fuscescens Müll.Arg.
- Acalypha gaumeri Pax & K.Hoffm.
- Acalypha gentlei Atha
- Acalypha gigantesca McVaugh
- Acalypha gillmanii Radcl.-Sm.
- Acalypha glabrata Thunb.
- Acalypha glandulifolia Buchinger & Meisn. ex C.Krauss
- Acalypha glandulosa Cav.
- Acalypha glechomifolia A.Rich.
- Acalypha gossweileri S.Moore
- Acalypha gracilens A.Gray
- Acalypha gracilis Spreng.
- Acalypha grandibracteata Merr.
- Acalypha grandis Benth.
- Acalypha grandispicata Rusby
- Acalypha grisea Pax & K.Hoffm.
- Acalypha grisebachiana (Kuntze) Pax & K.Hoffm.
- Acalypha grueningiana Pax & K.Hoffm.
- Acalypha guatemalensis Pax & K.Hoffm.
- Acalypha guineensis J.K.Morton & G.A.Levin
- Acalypha gummifera Lundell
- Acalypha hainanensis Merr. & Chun
- Acalypha haploclada Pax & K.Hoffm.
- Acalypha hassleriana Chodat
- Acalypha havanensis Müll.Arg.
- Acalypha helenae Buscal. & Muschl.
- Acalypha hellwigii Warb.
- Acalypha herzogiana Pax & K.Hoffm.
- Acalypha heteromorpha Rusby
- Acalypha hibiscifolia Britton
- Acalypha hildebrandtii Baill.
- Acalypha hispida Burm.f.
- Acalypha hochstetteriana Müll.Arg.
- Acalypha hologyna Baker
- Acalypha homblei De Wild.
- Acalypha huillensis Pax & K.Hoffm.
- Acalypha humbertii Leandri
- Acalypha humboltiana Baill.
- Acalypha hutchinsonii Britton
- Acalypha hypogaea S.Watson
- Acalypha inaequalis Rusby
- Acalypha inaequilatera Cardiel
- Acalypha indica L.
- Acalypha infesta Poepp.
- Acalypha insulana Müll.Arg.
- Acalypha integrifolia Willd.
- Acalypha intermedia De Wild.
- Acalypha jerzedowskii Calderón
- Acalypha jubifera Rusby
- Acalypha juliflora Pax
- Acalypha juruana Ule
- Acalypha karwinskii Müll.Arg.
- Acalypha katharinae Pax
- Acalypha kerrii Craib
- Acalypha klotzschii Baill.
- Acalypha koraensis Radcl.-Sm.
- Acalypha laevigata Sw.
- Acalypha lagascana Müll.Arg.
- Acalypha lagoensis Müll.Arg.
- Acalypha lagopus McVaugh
- Acalypha lanceolata Willd.
- Acalypha lancetillae Standl.
- Acalypha langiana Müll.Arg.
- Acalypha laxiflora Müll.Arg.
- Acalypha lechleri Rusby
- Acalypha leicesterfieldiensis Radcl.-Sm. & Govaerts
- Acalypha leonii Baill.
- Acalypha lepidopagensis Leandri
- Acalypha lepinei Müll.Arg.
- Acalypha leptoclada Benth.
- Acalypha leptomyura Baill.
- Acalypha leptopoda Müll.Arg.
- Acalypha leptorhachis Müll.Arg.
- Acalypha liebmanniana Müll.Arg.
- Acalypha lignosa Brandegee
- Acalypha lindeniana Müll.Arg.
- Acalypha linearifolia Leandri
- Acalypha longipes S.Watson
- Acalypha longipetiolata Cardiel
- Acalypha longispica Warb.
- Acalypha longispicata Müll.Arg.
- Acalypha longistipularis Müll.Arg.
- Acalypha lovelandii (McVaugh) McVaugh
- Acalypha lucida Rusby
- Acalypha lyallii Baker
- Acalypha lycioides Pax & K.Hoffm.
- Acalypha lyonsii P.I.Forst.
- Acalypha macrodonta Müll.Arg.
- Acalypha macrostachya Jacq.
- Acalypha macrostachyoides Müll.Arg.
- Acalypha macularis Pax & K.Hoffm.
- Acalypha madagascariensis Pax & K.Hoffm.
- Acalypha madreporica Baill.
- Acalypha maestrensis Urb.
- Acalypha mairei (H.Lév.) C.K.Schneid.
- Acalypha malabarica Müll.Arg.
- Acalypha malawiensis Radcl.-Sm.
- Acalypha mandonii Müll.Arg.
- Acalypha manniana Müll.Arg.
- Acalypha mapirensis Pax
- Acalypha marissima M.G.Gilbert
- Acalypha martiana Müll.Arg.
- Acalypha matsudai Hayata
- Acalypha medibracteata Radcl.-Sm. & Govaerts
- Acalypha meiodonta Baill.
- Acalypha melochiifolia Müll.Arg.
- Acalypha membranacea A.Rich.
- Acalypha mentiens Gand.
- Acalypha mexicana Müll.Arg.
- Acalypha michoacanensis Sessé & Moc.
- Acalypha microcephala Müll.Arg.
- Acalypha microphylla Klotzsch
- Acalypha microstachya Muell.
- Acalypha mogotensis Urb.
- Acalypha mollis Kunth
- Acalypha monococca (Engelm. ex A.Gray) Lill.W.Mill. & Gandhi
- Acalypha monostachya Cav.
- Acalypha mortoniana Lundell
- Acalypha muelleriana Urb.
- Acalypha multicaulis Müll.Arg.
- Acalypha multifida N.E.Br.
- Acalypha multiflora (Standl.) Radcl.-Sm.
- Acalypha multispicata S.Watson
- Acalypha mutisii Cardiel
- Acalypha nana (Müll.Arg.) Griseb. ex Hutch.
- Acalypha nemorum F.Muell. ex Müll.Arg.
- Acalypha neomexicana Müll.Arg.
- Acalypha neptunica Müll.Arg.
- Acalypha nervulosa Airy Shaw
- Acalypha nitschkeana Pax & K.Hoffm.
- Acalypha noronhae Ridl.
- Acalypha novoguineensis Warb.
- Acalypha nubicola McVaugh
- Acalypha nyasica Hutch.
- Acalypha oblancifolia Lundell
- Acalypha obscura Müll.Arg.
- Acalypha ocymoides Kunth
- Acalypha oligantha Müll.Arg.
- Acalypha oligodonta Müll.Arg.
- Acalypha omissa Pax & K.Hoffm.
- Acalypha oreopola Greenm.
- Acalypha ornata Hochst. ex A.Rich.
- Acalypha ostryifolia Riddell ex J.M.Coult.
- Acalypha oxyodonta (Müll.Arg.) Müll.Arg.
- Acalypha padifolia Kunth
- Acalypha pallescens Urb.
- Acalypha palmeri Pax & K.Hoffm.
- Acalypha pancheriana Baill.
- Acalypha paniculata Miq.
- Acalypha papillosa Rose
- Acalypha parvula Hook.f.
- Acalypha patens Müll.Arg.
- Acalypha paucifolia Baker & Hutch.
- Acalypha paupercula Pax & K.Hoffm.
- Acalypha peckoltii Müll.Arg.
- Acalypha peduncularis Meisn. ex C.Krauss
- Acalypha pendula C.Wright ex Griseb.
- Acalypha perrieri Leandri
- Acalypha peruviana Müll.Arg.
- Acalypha phleoides Cav.
- Acalypha phyllonomifolia Airy Shaw
- Acalypha pilocardia Gilli
- Acalypha pilosa Cav.
- Acalypha pippenii McVaugh
- Acalypha platyphylla Müll.Arg.
- Acalypha pleiogyne Airy Shaw
- Acalypha plicata Müll.Arg.
- Acalypha pohliana Müll.Arg.
- Acalypha polymorpha Müll.Arg.
- Acalypha polystachya Jacq.
- Acalypha portoricensis Müll.Arg.
- Acalypha pruinosa Urb.
- Acalypha pruriens Nees & Mart.
- Acalypha pseudalopecuroides Pax & K.Hoffm.
- Acalypha pseudovagans Pax & K.Hoffm.
- Acalypha psilostachya Hochst. ex A.Rich.
- Acalypha pubiflora (Klotzsch) Baill.
- Acalypha pulchrespicata Däniker
- Acalypha pulogensis Sagun & G.A.Levin
- Acalypha punctata Meisn. ex C.Krauss
- Acalypha purpurascens Kunth
- Acalypha purpusii Brandegee
- Acalypha pycnantha Urb.
- Acalypha pygmaea A.Rich.
- Acalypha radians Torr.
- Acalypha radicans Müll.Arg.
- Acalypha radinostachya Donn.Sm.
- Acalypha radula Baill.
- Acalypha rafaelensis Standl.
- Acalypha raivavensis F.Br.
- Acalypha rapensis F.Br.
- Acalypha reflexa Müll.Arg.
- Acalypha repanda Müll.Arg.
- Acalypha retifera Standl. & L.O.Williams
- Acalypha rhombifolia Schltdl.
- Acalypha richardiana Baill.
- Acalypha riedeliana Baill.
- Acalypha rivularis Seem.
- Acalypha rottleroides Baill.
- Acalypha rubroserrata Pax & K.Hoffm.
- Acalypha ruderalis Mart. ex Britton
- Acalypha ruiziana Müll.Arg.
- Acalypha rupestris Urb.
- Acalypha rusbyi Dorr
- Acalypha sabulicola Brandegee
- Acalypha salicifolia Müll.Arg.
- Acalypha salicina Hutch. ex Cardiel
- Acalypha salvadorensis Standl.
- Acalypha salviifolia Baill.
- Acalypha saxicola Wiggins
- Acalypha scabrosa Sw.
- Acalypha scandens Benth.
- Acalypha schiedeana Schltdl.
- Acalypha schlechtendaliana Müll.Arg.
- Acalypha schlechteri Gand.
- Acalypha schlumbergeri Müll.Arg.
- Acalypha schreiteri Lillo ex Lourteig & O'Donell
- Acalypha schultesii Cardiel
- Acalypha segetalis Müll.Arg.
- Acalypha sehnemii Allem & Irgang
- Acalypha seleriana Greenm.
- Acalypha seminuda Müll.Arg.
- Acalypha senilis Baill.
- Acalypha septemloba Müll.Arg.
- Acalypha sericea Andersson
- Acalypha sessilifolia S.Watson
- Acalypha setosa A.Rich.
- Acalypha siamensis Oliv. ex Gage
- Acalypha simplicistyla Cardiel
- Acalypha skutchii I.M.Johnst.
- Acalypha sonderi Gand.
- Acalypha sonderiana Müll.Arg.
- Acalypha soratensis Pax & K.Hoffm.
- Acalypha spachiana Baill.
- Acalypha spectabilis Airy Shaw
- Acalypha squarrosa Pax
- Acalypha stachyura Pax
- Acalypha stellata Cardiel
- Acalypha stenoloba Müll.Arg.
- Acalypha stenophylla K.Schum.
- Acalypha stricta Poepp.
- Acalypha subbullata Pax & K.Hoffm.
- Acalypha subcastrata Aresch.
- Acalypha subintegra Airy Shaw
- Acalypha subsana Mart. ex Colla
- Acalypha subscandens Rusby
- Acalypha subterranea Paul G.Wilson
- Acalypha subtomentosa Lag.
- Acalypha subviscida S.Watson
- Acalypha suirenbiensis Yamam.
- Acalypha swallowensis Fosberg
- Acalypha synoica Pax & K.Hoffm.
- Acalypha tacanensis Lundell
- Acalypha tamaulipasensis Lundell
- Acalypha tenuicauda Pax & K.Hoffm.
- Acalypha tenuifolia Müll.Arg.
- Acalypha tenuiramea Müll.Arg.
- Acalypha tomentosa Sw.
- Acalypha trachyloba Müll.Arg.
- Acalypha transvaalensis Gand.
- Acalypha tricholoba Müll.Arg.
- Acalypha trilaciniata Paul G.Wilson
- Acalypha triloba Müll.Arg.
- Acalypha uleana L.B.Sm. & Downs
- Acalypha umbrosa Brandegee
- Acalypha urostachya Baill.
- Acalypha vagans Cav.
- Acalypha vallartae McVaugh
- Acalypha variegata Rusby
- Acalypha vellamea Baill.
- Acalypha velutina Hook.f.
- Acalypha venezuelica Cardiel
- Acalypha verbenacea Standl.
- Acalypha vermifera Rusby
- Acalypha veronicoides Pax & K.Hoffm.
- Acalypha villosa Jacq.
- Acalypha vincentina Urb.
- Acalypha virgata L.
- Acalypha virginica L.
- Acalypha volkensii Pax
- Acalypha vulneraria Baill.
- Acalypha websteri Cardiel
- Acalypha weddelliana Baill.
- Acalypha welwitschiana Müll.Arg.
- Acalypha wigginsii G.L.Webster
- Acalypha wilderi Merr.
- Acalypha wilkesiana Müll.Arg.
- Acalypha williamsii Rusby
- Acalypha wilmsii Pax ex Prain & Hutch.
- Acalypha wui H.S.Kiu
- Acalypha yucatanensis Millsp.
- Acalypha zeyheri Baill.
- Acalypha zollingeri Müll.Arg.

Selon Paleobiology Database (28 décembre 2013) :
- Acalypha aequalis

Selon Tropicos (28 décembre 2013) (Attention liste brute contenant possiblement des synonymes) :
- Acalypha abingdonii Seberg
- Acalypha abortiva Hochst. ex Baill.
- Acalypha acapulcensis Fernald
- Acalypha accedens Müll. Arg.
- Acalypha acerosa Cardiel
- Acalypha acmophylla Hemsl.
- Acalypha acrogyna Pax
- Acalypha acrogyne Pax
- Acalypha acuminata Baill.
- Acalypha acuta Thunb.
- Acalypha adamsii B.L. Rob.
- Acalypha adenophora Griseb.
- Acalypha adenostachya Müll. Arg.
- Acalypha adenotricha A. Rich.
- Acalypha adscendens Hornem.
- Acalypha affinis Klotzsch
- Acalypha agrestis Morong ex Britton
- Acalypha agrimonioides D. Dietr.
- Acalypha akoensis Hayata
- Acalypha albemarlensis B.L. Rob.
- Acalypha albicans B. Heyne ex Hook. f.
- Acalypha alchorneoides Rusby
- Acalypha aldabrica Pax & K. Hoffm.
- Acalypha alexandri Urb.
- Acalypha aliena Brandegee
- Acalypha allenii Hutch.
- Acalypha alnifolia Poir.
- Acalypha alopecuroidea Jacq.
- Acalypha ambigua Pax
- Acalypha amblyodonta (Müll. Arg.) Müll. Arg.
- Acalypha amboinensis Benth.
- Acalypha amentacea Roxb.
- Acalypha amphigyne Moore
- Acalypha amplexicaulis A.C. Sm.
- Acalypha ampliata Pax & K. Hoffm.
- Acalypha amplifolia Rusby
- Acalypha anadenia Standl.
- Acalypha andina Müll. Arg.
- Acalypha andringitrensis Leandri
- Acalypha anemioides Kunth
- Acalypha angatensis Blanco
- Acalypha angolensis Müll. Arg.
- Acalypha angustata Sond.
- Acalypha angustifolia Sw.
- Acalypha angustissima Pax
- Acalypha anisodonta Müll. Arg.
- Acalypha annobonae Pax & K. Hoffm.
- Acalypha apetiolata Allem & J.L. Wacht
- Acalypha apicalis N.E. Br.
- Acalypha apodanthes Standl. & L.O. Williams
- Acalypha arborea Comm. ex Poir.
- Acalypha arciana (Baill.) Müll. Arg.
- Acalypha arcuata Urb.
- Acalypha argentii Sagun & G.A. Levin
- Acalypha argomuelleri Briq.
- Acalypha aristata Kunth
- Acalypha aronioides Pax & K. Hoffm.
- Acalypha arvensis Poepp.
- Acalypha aspericocca Pax & K. Hoffm.
- Acalypha asterifolia Rusby
- Acalypha australis L.
- Acalypha baenitzii Pax
- Acalypha bailloniana Müll. Arg.
- Acalypha bakeriana Baill.
- Acalypha balansae Guillaumin
- Acalypha balgooyi Sagun & G.A. Levin
- Acalypha baronii Baker
- Acalypha baurii B.L. Rob. & Greenm.
- Acalypha beckii Cardiel
- Acalypha benensis Britton ex Rusby
- Acalypha benguelensis Müll. Arg.
- Acalypha bequaertii Staner
- Acalypha berteroana Müll. Arg.
- Acalypha besetosa Müll. Arg.
- Acalypha betulifolia (Sw.) Kuntze
- Acalypha betulina Retz.
- Acalypha betulodes Klotzsch ex Baill.
- Acalypha betuloides Klotzsch ex Baill.
- Acalypha billbergiana Klotzsch
- Acalypha bipartita Müll. Arg.
- Acalypha bisetosa Bertero ex Spreng.
- Acalypha boehmerioides Miq.
- Acalypha boinensis Leandri
- Acalypha boiviniana Baill.
- Acalypha boliviensis Müll. Arg.
- Acalypha bopiana Rusby
- Acalypha botteriana Müll. Arg.
- Acalypha brachiata E. Mey.
- Acalypha brachyandra Baill.
- Acalypha brachyclada Müll. Arg.
- Acalypha brachystachya Hornem.
- Acalypha bracteata Miq.
- Acalypha brasiliensis Müll. Arg.
- Acalypha brevibracteata Müll. Arg.
- Acalypha brevicaulis Müll. Arg.
- Acalypha brevipes Müll. Arg.
- Acalypha brittonii Rusby
- Acalypha buchenavii Müll. Arg.
- Acalypha buchtienii Pax
- Acalypha buddleifolia Pax & K. Hoffm.
- Acalypha bullata Müll. Arg.
- Acalypha burquezii V.W. Steinm. & Felger
- Acalypha bussei Hutch.
- Acalypha caeciliae Pax & K. Hoffm.
- Acalypha californica Benth.
- Acalypha callosa Benth.
- Acalypha calyciformis Wight ex Wall.
- Acalypha cancana Müll. Arg.
- Acalypha canescens Wall.
- Acalypha capensis (L. f.) Prain
- Acalypha caperonioides Baill.
- Acalypha capillaris Rusby
- Acalypha capillipes Müll. Arg.
- Acalypha capitata Willd.
- Acalypha capitellata Brandegee
- Acalypha cardiophylla Merr.
- Acalypha caroliniana Blanco
- Acalypha carpinifolia Poepp. ex Seem.
- Acalypha carrascoana Cardiel
- Acalypha carthagenensis Jacq.
- Acalypha castaneifolia Poepp. ex Pax & K. Hoffm.
- Acalypha castroviejoi Cardiel
- Acalypha caturoides K. Schum. & Lauterb.
- Acalypha caturus Blume
- Acalypha caucana Müll. Arg.
- Acalypha caudata Kunth
- Acalypha celebica Koord.
- Acalypha centromalayca Pax & Hoffm.
- Acalypha ceraceopunctata Pax
- Acalypha chamaedrifolia (Lam.) Müll. Arg.
- Acalypha chariensis Beille
- Acalypha chathamensis B.L. Rob.
- Acalypha chiapensis Brandegee
- Acalypha chibomboa Baill.
- Acalypha chinensis Benth.
- Acalypha chirindica S. Moore
- Acalypha chlorocardia Standl.
- Acalypha chocoana Cardiel
- Acalypha chordantha F. Seym.
- Acalypha chorisandra Baill.
- Acalypha chrysadenia Suess. & Friedrich
- Acalypha chuniana H.G. Ye, Y.S. Ye, X.S. Qin & F.W. Xing
- Acalypha ciliata Forssk.
- Acalypha cincta Müll. Arg.
- Acalypha cinerea Pax & K. Hoffm.
- Acalypha cinnamomifolia Pax & Hoffm.
- Acalypha circinata A. Gray ex Seem.
- Acalypha claoxyloides Hutch.
- Acalypha clausenii (Turcz.) Müll. Arg.
- Acalypha claussenii (Turcz.) Müll. Arg.
- Acalypha cloiselana M. Denis
- Acalypha clutioides Radcl.-Sm.
- Acalypha codonocalyx Baill.
- Acalypha coleispica Pax & K. Hoffm.
- Acalypha collina Hayne ex Hook. f.
- Acalypha colombiana Cardiel
- Acalypha colorata (Poir.) Spreng.
- Acalypha commersoniana Baill. ex Müll. Arg.
- Acalypha commersonii Baill.
- Acalypha communis Müll. Arg.
- Acalypha comonduana Millsp.
- Acalypha comorensis Pax
- Acalypha compacta Guilf. ex C.T. White
- Acalypha concinna Airy Shaw
- Acalypha conferta Roxb.
- Acalypha confertiflora Pax & K. Hoffm.
- Acalypha consimilis Müll. Arg.
- Acalypha conspicua Müll. Arg.
- Acalypha contermina Müll. Arg.
- Acalypha controversa (Kuntze) K. Schum.
- Acalypha corchorifolia A. Rich.
- Acalypha cordata E. Mey.
- Acalypha cordifolia Hook. f.
- Acalypha cordobensis Müll. Arg.
- Acalypha cordoviensis Müll. Arg.
- Acalypha corensis Jacq.
- Acalypha coriifolia Pax & K. Hoffm.
- Acalypha coryloides Rose
- Acalypha costaricensis (Kuntze) Knobl. ex Pax & K. Hoffm.
- Acalypha crassa Buchinger ex C. Krauss
- Acalypha crassicaulis Klotzsch ex Pax & K. Hoffm.
- Acalypha crenata Hochst. ex A. Rich.
- Acalypha crenulata Raf.
- Acalypha crockeri Fosberg
- Acalypha crotonoides Pax
- Acalypha cubensis Urb.
- Acalypha cucullata Poir.
- Acalypha cuneata Poepp.
- Acalypha cunninghamii Müll. Arg.
- Acalypha cupamenii Dragend.
- Acalypha cuprea Herzog
- Acalypha cupricola Robyns
- Acalypha cuspidata Jacq.
- Acalypha cylindrica Roxb.
- Acalypha dalzellii Hook. f.
- Acalypha deamii (Weath.) H.E. Ahles
- Acalypha decaryana Leandri
- Acalypha decidua Forssk.
- Acalypha decumbens Müll. Arg.
- Acalypha delgadoana McVaugh
- Acalypha delicata Cardiel
- Acalypha delpyana Gagnep.
- Acalypha deltoidea Robyns & Lawalrée
- Acalypha densiflora Blume
- Acalypha dentata Schumach. & Thonn.
- Acalypha denudata Müll. Arg.
- Acalypha depauperata Müll. Arg.
- Acalypha deppeana Schltr.
- Acalypha depressa Sessé & Moc.
- Acalypha depressinerva K. Schum.
- Acalypha depressinervia (Kuntze) K. Schum.
- Acalypha dewevrei Pax
- Acalypha dictyoneura Müll. Arg.
- Acalypha diffusa Andersson
- Acalypha digyneia Raf.
- Acalypha digynostachya Baill.
- Acalypha dikuluwensis P.A. Duvign. & Dewit
- Acalypha diminuta Baill.
- Acalypha dimorpha Chodat & Hassl.
- Acalypha dioica S. Watson
- Acalypha discolor Bojer
- Acalypha dissitiflora S. Watson
- Acalypha distans Müll. Arg.
- Acalypha divaricata Baill.
- Acalypha diversifolia Jacq.
- Acalypha domingensis Spreng.
- Acalypha douilleana Rusby
- Acalypha dregei Gand.
- Acalypha dumertorum Pax
- Acalypha dumetorum Müll. Arg.
- Acalypha dupreana Baill.
- Acalypha echinata Raf.
- Acalypha echinus Pax & K. Hoffm.
- Acalypha ecklonii Baill.
- Acalypha ecuadorica Pax & K. Hoffm.
- Acalypha eggersii Pax & K. Hoffm.
- Acalypha ehretiifolia Klotzsch ex Pax & K. Hoffm.
- Acalypha elegantula Hochst. ex A. Rich.
- Acalypha elizabethiae R.A. Howard
- Acalypha elliptica Griseb.
- Acalypha elskensi De Wild.
- Acalypha elskensii De Wild.
- Acalypha emirnensis Baill.
- Acalypha engleri Pax
- Acalypha entumenica Prain
- Acalypha erecta Paul G. Wilson
- Acalypha eremorum Müll. Arg.
- Acalypha eriophylla Hutch.
- Acalypha eriophylloides S. Moore
- Acalypha erosa Rusby
- Acalypha erubescens B.L. Rob. & Greenm.
- Acalypha erythrostachya Müll. Arg.
- Acalypha estrellana Baill.
- Acalypha eugeniifolia Rusby
- Acalypha euphrasiostachys Bartlett
- Acalypha evrardii Gagnep.
- Acalypha exaltata Baill.
- Acalypha explorationis Airy Shaw
- Acalypha fallax Müll. Arg.
- Acalypha fasciculata Müll. Arg.
- Acalypha ferdinandii K. Hoffm.
- Acalypha fertilis Standl. & L.O. Williams
- Acalypha filifera S. Watson
- Acalypha filiformis Poir.
- Acalypha filipes (S. Watson) McVaugh
- Acalypha fimbriata Schumach. & Thonn.
- Acalypha finitima S. Moore
- Acalypha firmula Müll. Arg.
- Acalypha fissa (Müll. Arg.) Hutch.
- Acalypha flabellifera Rusby
- Acalypha flaccida Hook. f.
- Acalypha flagellata Millsp.
- Acalypha flavescens S. Watson
- Acalypha flexuosa Wight ex Steud.
- Acalypha floresensis Sagun & G.A. Levin
- Acalypha floribunda B. Heyne ex Hook. f.
- Acalypha foliosa Rusby
- Acalypha forbesii S. Moore
- Acalypha formosana Hayata
- Acalypha forsteriana Müll. Arg.
- Acalypha fournieri Müll. Arg.
- Acalypha fragilis Pax & K. Hoffm.
- Acalypha fredericii Müll. Arg.
- Acalypha friesii Pax & K. Hoffm.
- Acalypha fruticosa Forssk.
- Acalypha fruticulosa Raf.
- Acalypha fryeri Hutch.
- Acalypha fulva I.M. Johnst.
- Acalypha fuscescens Müll. Arg.
- Acalypha fuscesens Müll. Arg.
- Acalypha gagnepainii Merr.
- Acalypha garnieri Standl. & L.O. Williams
- Acalypha gaumeri Pax & K. Hoffm.
- Acalypha gemina Spreng.
- Acalypha gentlei Atha
- Acalypha gentryi Standl.
- Acalypha gigantesca McVaugh
- Acalypha gillmanii Radcl.-Sm.
- Acalypha giraldii Pamp.
- Acalypha glabra Vahl
- Acalypha glabrata Thunb.
- Acalypha glandulifera B.L. Rob. & Greenm.
- Acalypha glandulifolia Buchinger & Meisn. ex Krauss
- Acalypha glandulosa Blanco
- Acalypha glandulosus (Kuntze) Chodat & Hassl.
- Acalypha glechomifolia A. Rich.
- Acalypha glomerata Hutch.
- Acalypha glutinosa Klotzsch ex Pax & K. Hoffm.
- Acalypha godseffiana Mast.
- Acalypha goetzei Pax & K. Hoffm.
- Acalypha gossweileri S. Moore
- Acalypha goudotiana Baill.
- Acalypha goyazensis Glaz.
- Acalypha gracilens A. Gray
- Acalypha gracilipes Baill.
- Acalypha gracilis Müll. Arg.
- Acalypha grandibracteata Merr.
- Acalypha grandidentata Müll. Arg.
- Acalypha grandidis K. Schum. & Lauterb.
- Acalypha grandifolia Poir.
- Acalypha grandis Benth.
- Acalypha grandispicata Britton ex Rusby
- Acalypha grantii Baker & Hutch.
- Acalypha granulata Ruiz ex Pax & K. Hoffm.
- Acalypha grisea Pax & K. Hoffm.
- Acalypha grisebachiana (Kuntze) Pax & K. Hoffm.
- Acalypha grueningiana Pax & K. Hoffm.
- Acalypha guatemalensis Pax & K. Hoffm.
- Acalypha guineensis J.K. Morton & G.A. Levin
- Acalypha gummifera Lundell
- Acalypha hainanensis Merr. & Chun
- Acalypha hamiltoniana Briant
- Acalypha haploclada Pax & K. Hoffm.
- Acalypha haplostyla Pax
- Acalypha hartwegiana Benth. ex Baill.
- Acalypha hassleriana Chodat
- Acalypha havanensis Müll. Arg.
- Acalypha hederacea Torr.
- Acalypha hederaceus Kuntze
- Acalypha helenae Buscal. & Muschl.
- Acalypha hellwigii Warb.
- Acalypha helwigii Warb.
- Acalypha hermandiana Gagnep.
- Acalypha hernandiifolia Griseb.
- Acalypha herzogiana Pax & K. Hoffm.
- Acalypha heterodonta Müll. Arg.
- Acalypha heteromorpha Rusby
- Acalypha heterostachya Gagnep.
- Acalypha hibiscifolia Britton ex Rusby
- Acalypha hicksii L. Riley
- Acalypha hildebrandtii Baill.
- Acalypha hirsuta Hochst. ex A. Rich.
- Acalypha hirsutissima Willd.
- Acalypha hirta Cav.
- Acalypha hispaniolae Urb.
- Acalypha hispida Burm. f.
- Acalypha hochstetteriana Müll. Arg.
- Acalypha hoffmanniana Hurus.
- Acalypha hologyna Baker
- Acalypha holtzii Pax & K. Hoffm.
- Acalypha homblei De Wild.
- Acalypha hontauyuensis H. Keng
- Acalypha hotteana Urb.
- Acalypha huillensis Pax & K. Hoffm.
- Acalypha humbertii Leandri
- Acalypha humblotiana Baill.
- Acalypha humilis Pax & K. Hoffm.
- Acalypha hutchinsonii Britton
- Acalypha hypogaea S. Watson
- Acalypha hystrix Balb. ex Spreng.
- Acalypha illustris Pax & Hoffm.
- Acalypha inaequalis Rusby
- Acalypha inaequilatera Cardiel
- Acalypha indica L.
- Acalypha induta Airy Shaw
- Acalypha infesta Poepp.
- Acalypha infestans Müll. Arg.
- Acalypha insulana Müll. Arg.
- Acalypha integrifolia Willd.
- Acalypha intermedia De Wild.
- Acalypha interrupta Schltdl.
- Acalypha irazuensis (Kuntze) Pax & K. Hoffm.
- Acalypha jamaicensis Raf.
- Acalypha japonica Houtt. ex Steud.
- Acalypha jardinii Müll. Arg.
- Acalypha jerzedowskii Calderón
- Acalypha johnstoni Pax
- Acalypha johnstonii Pax
- Acalypha jubifera Rusby
- Acalypha juliflora Pax
- Acalypha juruana Ule
- Acalypha karsteniana Pax & K. Hoffm.
- Acalypha karwinskii Müll. Arg.
- Acalypha katharinae Pax
- Acalypha kerrii Craib
- Acalypha kilimandscharica Pax & K. Hoffm.
- Acalypha klotzschiana Baill.
- Acalypha klotzschii Baill.
- Acalypha kotoensis Hayata
- Acalypha kraussiana Buchinger ex Krauss
- Acalypha lacei Hutch.
- Acalypha laevifolia Müll. Arg.
- Acalypha laevigata Sw.
- Acalypha lagascana Müll. Arg.
- Acalypha lagoensis Müll. Arg.
- Acalypha lagopus McVaugh
- Acalypha lamiana Leandri
- Acalypha lamiifolia Scheele
- Acalypha lanceolata Willd.
- Acalypha lancetillae Standl.
- Acalypha langiana Müll. Arg.
- Acalypha languida E. Mey.
- Acalypha lantanaefolia Bojer
- Acalypha latifolia Müll. Arg.
- Acalypha laxiflora Müll. Arg.
- Acalypha lechleri Britton ex Rusby
- Acalypha lehmanniana Engl.
- Acalypha leicesterfieldiensis Radcl.-Sm. & Govaerts
- Acalypha leonensis Benth.
- Acalypha leonii Baill.
- Acalypha lepidopagensis Leandri
- Acalypha lepinei Müll. Arg.
- Acalypha leptoclada Benth.
- Acalypha leptomyura Baill.
- Acalypha leptopoda Müll. Arg.
- Acalypha leptorhachis Müll. Arg.
- Acalypha leptostachya Kunth
- Acalypha liebmanni Müll. Arg.
- Acalypha liebmanniana Müll. Arg.
- Acalypha liebmannii Lundell
- Acalypha lignosa Brandegee
- Acalypha lindeniana Müll. Arg.
- Acalypha lindheimeri Müll. Arg.
- Acalypha linearifolia Leandri
- Acalypha linostachys Baill.
- Acalypha livingstoniana Müll. Arg.
- Acalypha longiacuminata Hayata
- Acalypha longifolia Baill.
- Acalypha longipes S. Watson
- Acalypha longipetiolata Cardiel
- Acalypha longispica K. Schum. & Lauterb.
- Acalypha longispicata Müll. Arg.
- Acalypha longistipularis Müll. Arg.
- Acalypha lotsii Donn. Sm.
- Acalypha lovelandii (McVaugh) McVaugh
- Acalypha lucida Rusby
- Acalypha luzonica Pax & K. Hoffm.
- Acalypha lyallii Baker
- Acalypha lycioides Pax & K. Hoffm.
- Acalypha lyonsii P.I. Forst.
- Acalypha macafeeana Veitch
- Acalypha macbridei I.M. Johnst.
- Acalypha machiensis Cardiel & P. Muñoz
- Acalypha macrodonta Müll. Arg.
- Acalypha macrophylla Kunth ex Poepp.
- Acalypha macrosperma Müll. Arg.
- Acalypha macrostachya Jacq.
- Acalypha macrostachyoides Müll. Arg.
- Acalypha macularis Pax & K. Hoffm.
- Acalypha madagascariensis Pax & K. Hoffm.
- Acalypha madreporica Baill.
- Acalypha maestrensis Urb.
- Acalypha mairei (H. Lév.) C.K. Schneid.
- Acalypha major Baill.
- Acalypha malabarica Müll. Arg.
- Acalypha mandonii Müll. Arg.
- Acalypha manniana Müll. Arg.
- Acalypha mapirensis Pax
- Acalypha mappa (L.) Willd.
- Acalypha marginata (Mill.) J. J. Smith
- Acalypha marissima M.G. Gilbert
- Acalypha marniana Müll. Arg.
- Acalypha martiana Müll. Arg.
- Acalypha matsudae Hayata
- Acalypha matudae Lundell
- Acalypha medibracteata Radcl.-Sm. & Govaerts
- Acalypha meiodonta Baill.
- Acalypha melochiifolia Müll. Arg.
- Acalypha membranacea A. Rich.
- Acalypha mentiens Gand.
- Acalypha mexicana Müll. Arg.
- Acalypha meyeri Pax & K. Hoffm.
- Acalypha michoacanensis Sessé & Moc.
- Acalypha micrantha Benth.
- Acalypha microcephala Müll. Arg.
- Acalypha microgyna Poepp. & Endl.
- Acalypha microphylla Klotzsch
- Acalypha microstachya Benth.
- Acalypha mildbraediana Pax
- Acalypha minahassae Koord.
- Acalypha minima H. Keng
- Acalypha moggii J. Compton
- Acalypha mogotensis Urb.
- Acalypha mollis Kunth
- Acalypha mollissima Klotzsch ex Pax & K. Hoffm.
- Acalypha monococca (Engelm. ex A. Gray) Lill. W. Mill. & Gandhi
- Acalypha monostachya Benth.
- Acalypha monstrosa J.J. Sm.
- Acalypha montevidenis Klotzsch ex Pax & K. Hoffm.
- Acalypha mortoniana Lundell
- Acalypha muelleriana Urb.
- Acalypha multicaulis Müll. Arg.
- Acalypha multifida N.E. Br.
- Acalypha multiflora (Standl.) Radcl.-Sm.
- Acalypha multipartita Moench
- Acalypha multispicata S. Watson
- Acalypha muralis Zipp. ex Span.
- Acalypha muricata Klotzsch ex Pax & K. Hoffm.
- Acalypha musaica Mart.
- Acalypha mutisii Cardiel
- Acalypha nana (Müll. Arg.) Griseb. ex Hutch.
- Acalypha neeana Cardiel & P. Muñoz
- Acalypha nematorhachis K. Schum. & Lauterb.
- Acalypha nemorum F. Muell. ex Müll. Arg.
- Acalypha neocaledonica Müll. Arg.
- Acalypha neogranatensis Müll. Arg.
- Acalypha neomexicana Müll. Arg.
- Acalypha neptunica Müll. Arg.
- Acalypha nervulosa Airy Shaw
- Acalypha nicaraguensis Pax & K. Hoffm.
- Acalypha nigritiana Müll. Arg.
- Acalypha nitschkeana Pax & K. Hoffm.
- Acalypha noronhae Ridl.
- Acalypha novoguineensis Warb.
- Acalypha nubicola McVaugh
- Acalypha nyasica Hutch.
- Acalypha oblancifolia Lundell
- Acalypha obovata Benth.
- Acalypha obscura Müll. Arg.
- Acalypha obtusa Thunb.
- Acalypha obtusata Spreng. ex Steud.
- Acalypha obtusifolia Pax & K. Hoffm.
- Acalypha ocymoides Kunth
- Acalypha odorata Steud.
- Acalypha oligantha Müll. Arg.
- Acalypha oligodonta Müll. Arg.
- Acalypha omissa Pax & K. Hoffm.
- Acalypha oreopola Greenm.
- Acalypha ornata Hochst. ex A. Rich.
- Acalypha orvensis Poepp. & Endl.
- Acalypha ostryifolia Riddell ex J.M. Coult.
- Acalypha ovalifolia Baill.
- Acalypha ovata Pax & K. Hoffm.
- Acalypha oweniae Harv. ex Pax & K. Hoffm.
- Acalypha oxyodonta (Müll. Arg.) Müll. Arg.
- Acalypha padifolia Kunth
- Acalypha pallescens Urb.
- Acalypha palmeri Pax & K. Hoffm.
- Acalypha panamensis Klotzsch
- Acalypha pancheriana Baill.
- Acalypha paniculata Miq.
- Acalypha papillosa Rose
- Acalypha paraguariensis Chodat & Hassl.
- Acalypha parvifolia Müll. Arg.
- Acalypha parvula Hook. f.
- Acalypha pastoris DC. ex Willd.
- Acalypha patens Müll. Arg.
- Acalypha pauciflora Hornem.
- Acalypha paucifolia Baker & Hutch.
- Acalypha paupercula Pax & K. Hoffm.
- Acalypha pavoniana Müll. Arg.
- Acalypha paxii Aug. DC.
- Acalypha peckoltii Müll. Arg.
- Acalypha peduncularis Meisn. ex C. Krauss
- Acalypha pedunculata Klotzsch ex Pax & K. Hoffm.
- Acalypha pendula C. Wright ex Griseb.
- Acalypha perrieri Leandri
- Acalypha persimilis Müll. Arg.
- Acalypha peruviana Müll. Arg.
- Acalypha pervilleana Baill.
- Acalypha petiolaris Hochst.
- Acalypha philippinensis Müll. Arg.
- Acalypha phleoides Cav.
- Acalypha phyllonomifolia Airy Shaw
- Acalypha pilifera Klotzsch ex Baill.
- Acalypha pilocardia Gilli
- Acalypha pilosa Cav.
- Acalypha pinnata Poir.
- Acalypha piperoides Klotzsch ex Pax & K. Hoffm.
- Acalypha pippenii McVaugh
- Acalypha pittieri Pax & K. Hoffm.
- Acalypha platydonta Urb.
- Acalypha platyphylla Müll. Arg.
- Acalypha pleiogyne Airy Shaw
- Acalypha plicata Griseb.
- Acalypha pohliana Müll. Arg.
- Acalypha poiretii Spreng.
- Acalypha poltstachya Spreng.
- Acalypha polymorpha Müll. Arg.
- Acalypha polynema Baill.
- Acalypha polynesiaca Radcl.-Sm. & Govaerts
- Acalypha polystachya Jacq.
- Acalypha ponapensis Kaneh. & Hatus.
- Acalypha popayanensis Kunth
- Acalypha porcina Standl. & L.O. Williams
- Acalypha porphyrantha Standl.
- Acalypha portoricensis Müll. Arg.
- Acalypha pringlei S. Watson
- Acalypha prostrata Zeyh. ex Pax & K. Hoffm.
- Acalypha protracta S. Moore
- Acalypha pruinosa Urb.
- Acalypha prunifolia Kunth
- Acalypha pruriens Nees & Mart.
- Acalypha pseudalopecuroides Pax
- Acalypha pseudovagans Pax & K. Hoffm.
- Acalypha psilostachya Hochst.
- Acalypha psilostachyoides Pax
- Acalypha pubiflora (Klotzsch) Baill.
- Acalypha pulchrespicata Däniker
- Acalypha pulogensis Sagun & G.A. Levin
- Acalypha punctata Meisn. ex C. Krauss
- Acalypha puriens Chodat & Hassl.
- Acalypha purpurascens Kunth
- Acalypha purpusii Brandegee
- Acalypha pycnantha Urb.
- Acalypha pygmaea A. Rich.
- Acalypha racemosa Wall. ex Baill.
- Acalypha radians Torr.
- Acalypha radicans Müll. Arg.
- Acalypha radinostachya Donn. Sm.
- Acalypha radula Baill.
- Acalypha rafaelensis Standl.
- Acalypha raivavensis F. Br.
- Acalypha rapensis F. Br.
- Acalypha reducta Müll. Arg.
- Acalypha reflexa Müll. Arg.
- Acalypha rehmanni Pax
- Acalypha rehmannii Pax
- Acalypha reniformis Hook. f.
- Acalypha repanda Müll. Arg.
- Acalypha reptans Sw.
- Acalypha reticulata (Poir.) Müll. Arg.
- Acalypha retifera Standl. & L.O. Williams
- Acalypha rhombifolia Baill.
- Acalypha rhomboidea Raf.
- Acalypha richardiana Baill.
- Acalypha riedeliana Baill.
- Acalypha rivularis Seem.
- Acalypha rottleroides Baill.
- Acalypha rotundifolia Herter
- Acalypha rubinervis Cronk
- Acalypha rubra Roxb. im A. Beaston
- Acalypha rubrinervis (Roxb. im A. Beaston) Cronk
- Acalypha rubroserrata Pax & K. Hoffm.
- Acalypha ruderalis Mart. ex Britton
- Acalypha rugosa Klotzsch ex Pax & K. Hoffm.
- Acalypha ruiziana Müll. Arg.
- Acalypha rupestris Urb.
- Acalypha rusbyi Dorr
- Acalypha sabulicola Brandegee
- Acalypha salicifolia Müll. Arg.
- Acalypha salicina Hutch. ex Cardiel
- Acalypha salicioides Rusby
- Acalypha salvadorensis Standl.
- Acalypha salviifolia Baill.
- Acalypha samydifolia Poepp. & Endl.
- Acalypha sanderi N.E. Br.
- Acalypha sanderiana K. Schum.
- Acalypha santae Pax & K. Hoffm.
- Acalypha santae-martae Pax & K. Hoffm.
- Acalypha saxicola Wiggins
- Acalypha scabra Vahl ex Baill.
- Acalypha scabrosa Sw.
- Acalypha scandens Benth.
- Acalypha schiedeana Schltdl.
- Acalypha schimpffii Diels
- Acalypha schinzii Pax
- Acalypha schlechtendaliana Müll. Arg.
- Acalypha schlechteri Gand.
- Acalypha schlumbergeri Müll. Arg.
- Acalypha schneideriana Pax & K. Hoffm.
- Acalypha schreiteri Lillo ex Lourteig & O'Donell
- Acalypha schultesii Cardiel
- Acalypha scleroloba Müll. Arg.
- Acalypha scleropumila A. Chev.
- Acalypha scutellariifolia Klotzsch ex Pax & K. Hoffm.
- Acalypha seemannii Klotzsch
- Acalypha segetalis Müll. Arg.
- Acalypha sehnemii Allem & Irgang
- Acalypha seleriana Greenm.
- Acalypha seminuda Müll. Arg.
- Acalypha senegalensis Pax & K. Hoffm.
- Acalypha senensis (Pax) Hutch.
- Acalypha senilis Baill.
- Acalypha septemloba Müll. Arg.
- Acalypha sericea Andersson
- Acalypha serratifolia Klotzsch ex Pax & K. Hoffm.
- Acalypha sessilifolia S. Watson
- Acalypha sessilis De Wild. & Durand
- Acalypha setosa A. Rich.
- Acalypha shirensis Hutch. ex Pax & K. Hoffm.
- Acalypha siamensis Oliv. ex Gage
- Acalypha sidifolia Kunth
- Acalypha sigensis Pax & K. Hoffm.
- Acalypha silvestrii Pamp.
- Acalypha similis Koord.
- Acalypha simplicissima Millsp.
- Acalypha simplicistyla Cardiel
- Acalypha sinensis Klotzsch
- Acalypha skutchii I.M. Johnst.
- Acalypha sogerensis S. Moore
- Acalypha somalensis Pax
- Acalypha somalium Müll. Arg.
- Acalypha sonderi Gand.
- Acalypha sonderiana Müll. Arg.
- Acalypha soratensis Pax & K. Hoffm.
- Acalypha spachiana Baill.
- Acalypha spectabilis Airy Shaw
- Acalypha sphenophylla Pax & K. Hoffm.
- Acalypha spicata Andersson
- Acalypha spiciflora A. Thouars ex Baill.
- Acalypha spicigera Seem.
- Acalypha spinescens Benth.
- Acalypha squarrosa Klotzsch ex Pax & K. Hoffm.
- Acalypha stachyura Pax
- Acalypha stellata Cardiel
- Acalypha stellipila Pax & K. Hoffm.
- Acalypha stenoloba Müll. Arg.
- Acalypha stenophylla K. Schum.
- Acalypha stipulacea K. Schum. & Lauterb.
- Acalypha stipularis (Müll. Arg.) Engl.
- Acalypha stokesiae Pax & K. Hoffm.
- Acalypha stokesii F. Br.
- Acalypha stricta Poepp. & Endl.
- Acalypha striolata Lingelsh.
- Acalypha strobilifera Hook. f.
- Acalypha stuhlmannii Pax
- Acalypha subandina Ule
- Acalypha subbullata Pax & K. Hoffm.
- Acalypha subcastrata F. Aresch.
- Acalypha subcinerea Elmer
- Acalypha subintegra Airy Shaw
- Acalypha subsana Mart. ex Colla
- Acalypha subscandens Rusby
- Acalypha subsessilis Hutch.
- Acalypha subterranea Paul G. Wilson
- Acalypha subtomentosa Lag.
- Acalypha subvillosa Müll. Arg.
- Acalypha subviscida S. Watson
- Acalypha suirebiensis Yamam.
- Acalypha suirenbiensis Yamam.
- Acalypha supera Forssk.
- Acalypha swallowensis Fosberg
- Acalypha swynnertonii S. Moore
- Acalypha synoica Pax & K. Hoffm.
- Acalypha szechuanensis Hutch.
- Acalypha tabascensis Lundell
- Acalypha tacanensis Lundell
- Acalypha taiwanensis S.S. Ying
- Acalypha tamaulipasensis Lundell
- Acalypha tarapotensis Müll. Arg.
- Acalypha tenera Royle
- Acalypha tenuicauda Pax & K. Hoffm.
- Acalypha tenuicaulis Baill.
- Acalypha tenuifolia Müll. Arg.
- Acalypha tenuipes Pax & K. Hoffm.
- Acalypha tenuiramea Müll. Arg.
- Acalypha tenuis Klotzsch ex Pax & K. Hoffm.
- Acalypha teusczii Pax
- Acalypha tiliifolia Poir.
- Acalypha tomentosa Blanco
- Acalypha tomentosula Ule
- Acalypha torta Pax & K. Hoffm.
- Acalypha totanaca Sessé & Moc.
- Acalypha totonaca Sessé & Moc.
- Acalypha tracheliifolia Pax & K. Hoffm.
- Acalypha trachyloba Müll. Arg.
- Acalypha transvaalensis Gand.
- Acalypha tricholoba Müll. Arg.
- Acalypha tricolor Seem.
- Acalypha trilaciniata Paul G. Wilson
- Acalypha triloba Müll. Arg.
- Acalypha trilobafolia Mueller Arg,
- Acalypha tristis Poepp. & Endl.
- Acalypha triumphans L. Linden & Rodig
- Acalypha trukensis Pax & Hoffm.
- Acalypha tubuaiensis H. St. John
- Acalypha tunguraguae Pax & K. Hoffm.
- Acalypha uleana L.B. Sm. & Downs
- Acalypha ulei Radcl.-Sm. & Govaerts
- Acalypha ulmifolia Benth.
- Acalypha umbrosa Brandegee
- Acalypha unibracteata Müll. Arg.
- Acalypha urophylla Baill.
- Acalypha urostachya Baill.
- Acalypha urticifolia Poir.
- Acalypha urticoides Klotzsch ex Baill.
- Acalypha vagans Cav.
- Acalypha vahliana Müll. Arg.
- Acalypha vallartae McVaugh
- Acalypha variabilis Klotzsch ex Baill.
- Acalypha variegata Rusby
- Acalypha vedeliana Baill.
- Acalypha vellamea Baill.
- Acalypha velutina E. Mey.
- Acalypha venezuelica Cardiel
- Acalypha venosa Poir.
- Acalypha verbenacea Standl.
- Acalypha vermifera Rusby
- Acalypha veronicoides Pax
- Acalypha vestita Benth.
- Acalypha villicaulis A. Rich. ex Müll. Arg.
- Acalypha villosa Jacq.
- Acalypha vincentina Urb.
- Acalypha virgata L.
- Acalypha virginea Dragend.
- Acalypha virginica L.
- Acalypha volkensii Pax
- Acalypha vulneraria Baill.
- Acalypha wallichiana Thwaites
- Acalypha warburgii Pax & K. Hoffm.
- Acalypha websteri Cardiel
- Acalypha weddelliana Baill.
- Acalypha weinlandii K. Schum. ex Pax & K. Hoffm.
- Acalypha welwitschiana Müll. Arg.
- Acalypha wigginsii G.L. Webster
- Acalypha wightiana Müll. Arg.
- Acalypha wilderi Merr.
- Acalypha wilkesiana Müll. Arg.
- Acalypha williamsii Rusby
- Acalypha wilmsii Pax ex Prain & Hutch.
- Acalypha wui H.S. Kiu
- Acalypha wythei Hutch.
- Acalypha yucatanensis Millsp.
- Acalypha zambesica Müll. Arg.
- Acalypha zeyheri Baill.
- Acalypha zeylanica Raf.
- Acalypha zollingeri Müll. Arg.